# Chionothrix hyposericea
Chionothrix hyposericea är en amarantväxtart som beskrevs av Emilio Chiovenda. Chionothrix hyposericea ingår i släktet Chionothrix och familjen amarantväxter. Inga underarter finns listade i Catalogue of Life.